# تبعات الاحترار العالمي الإقليمية
 تبعات الاحترار العالمي الإقليمية هي التغيرات البارزة الطويلة المدى في الأنماط المتوقعة لمتوسط الأحوال الجوية لمنطقة محددة كنتيجة للاحترار العالمي. يشهد متوسط درجة الحرارة العالمية ارتفاعًا نتيجة للاحتباس الحراري الناجم عن المستويات المتزايدة للغازات الدفيئة، وخاصة ثنائي أكسيد الكربون. وعندما تتغير درجات الحرارة العالمية، فمن غير المتوقع أن تكون هذه التغيرات موحدة في جميع أنحاء الأرض. وعلى وجه الخصوص، تتغير مناطق اليابسة تغيرًا سريعًا مقارنة بالمحيطات، وتتغير عند خطوط العرض الجغرافي الشمالية المرتفعة أسرع منها عند المناطق الاستوائية، ومناطق هوامش المجال الحيوي البيئي أسرع من الوسط.
تختلف الآثار الإقليمية لظاهرة الاحترار الحراري في طبيعتها. بعضها نتيجة للتغير العالمي المعمم، مثل ارتفاع درجة الحرارة، مما يؤدي إلى وقوع آثار محلية كذوبان الجليد. وفي حالات أخرى، قد يكون التغير ذا صلة بالتغير في تيار محيط معين أو نظام مناخي. وفي مثل هذه الحالات، قد تكون التأثيرات غير متناسبة ولا تتبع بالضرورة الاتجاه العالمي.
هناك ثلاث طرق رئيسية سوف يقوم بها الاحترار العالمي بتغيرات في المناخ الإقليمي:
- ذوبان أو تشكل الجليد.
- تغير الدورة الهيدرولوجية (التبخر والهطول)
- تغير التيارات في المحيطات وتدفق الهواء في الغلاف الجوي.

كما من الممكن أن يعد الساحل منطقة أيضًا، وبالتالي فسوف يعاني من تأثيرات ارتفاع منسوب البحار الحادة.

## التأثيرات الإقليمية
فيما يلي توضيح للتأثيرات الإقليمية الأخيرة والمتوقعة:

### الآثار على إفريقيا
تعد *إفريقيا واحدة من أكثر القارات المعرضة لتقلب المناخ وتغيره بسبب الضغوط القائمة المتعددة والقدرة المنخفضة على التكيف. وتشمل الضغوط القائمة الفقر، والصراعات السياسية، وتدهور النظام البيئي.
- بحلول 2050، من المتوقع أن يتعرض ما بين 350 مليونًا إلى 600 مليون شخص لأزمات المياه المتزايدة نتيجة لتغير المناخ.
- من المتوقع أن يكون تقلب المناخ وتغيره سببًا في نقص الإنتاج الزراعي، وتوفر الغذاء، في العديد من الدول والمناطق الإفريقية.
- بقرب نهاية القرن الواحد والعشرين، من المتوقع أن يؤثر ارتفاع منسوب البحر على المناطق الساحلية المنخفضة ذات الكثافة السكانية العالية.
- من الممكن أن يؤثر تقلب المناخ وتغيره على الصحة. في العديد من الدول الإفريقية، توجد العديد من العوامل الأخرى التي تهدد صحة الإنسان بالفعل. فتهدد الملاريا الصحة في جنوب إفريقيا ومرتفعات شرق إفريقيا.